# Jean Hammam
Jean Hammam est l'actuel président du Comité national olympique libanais,.